# Euphorbia alta
Euphorbia spathulata là một loài thực vật có hoa trong họ Đại kích. Loài này được Norton mô tả khoa học đầu tiên năm 1899.

## Hình ảnh

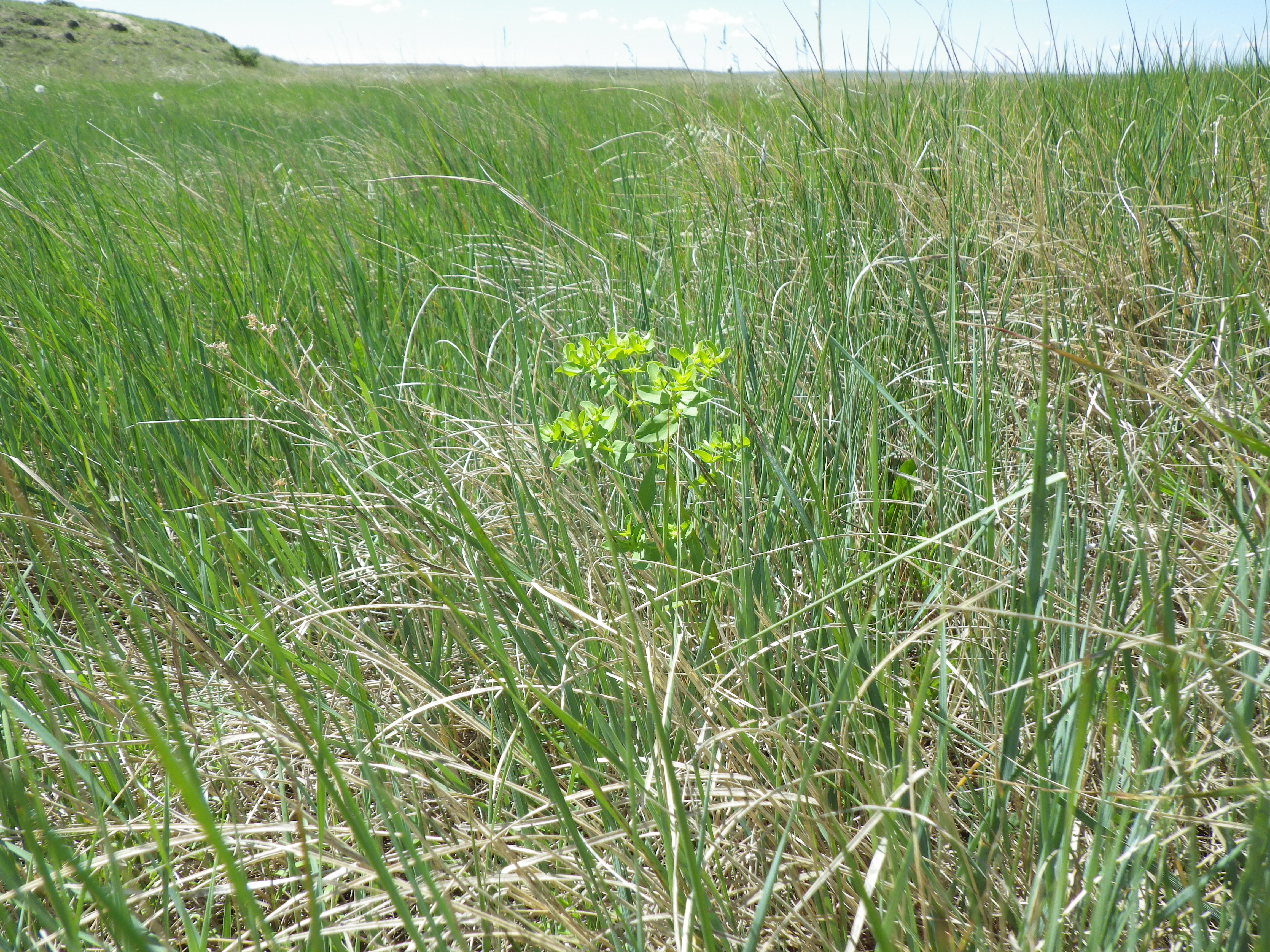
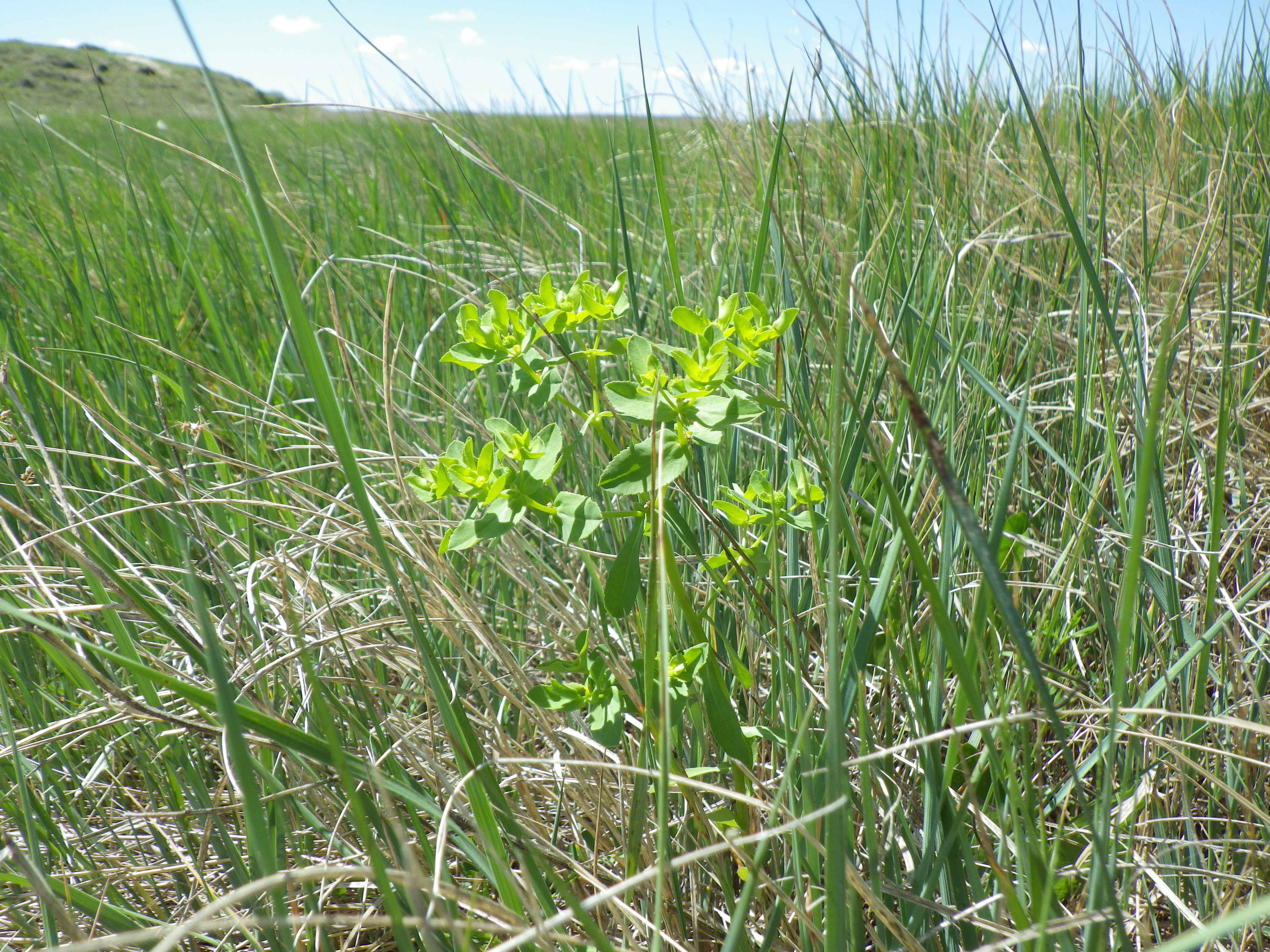
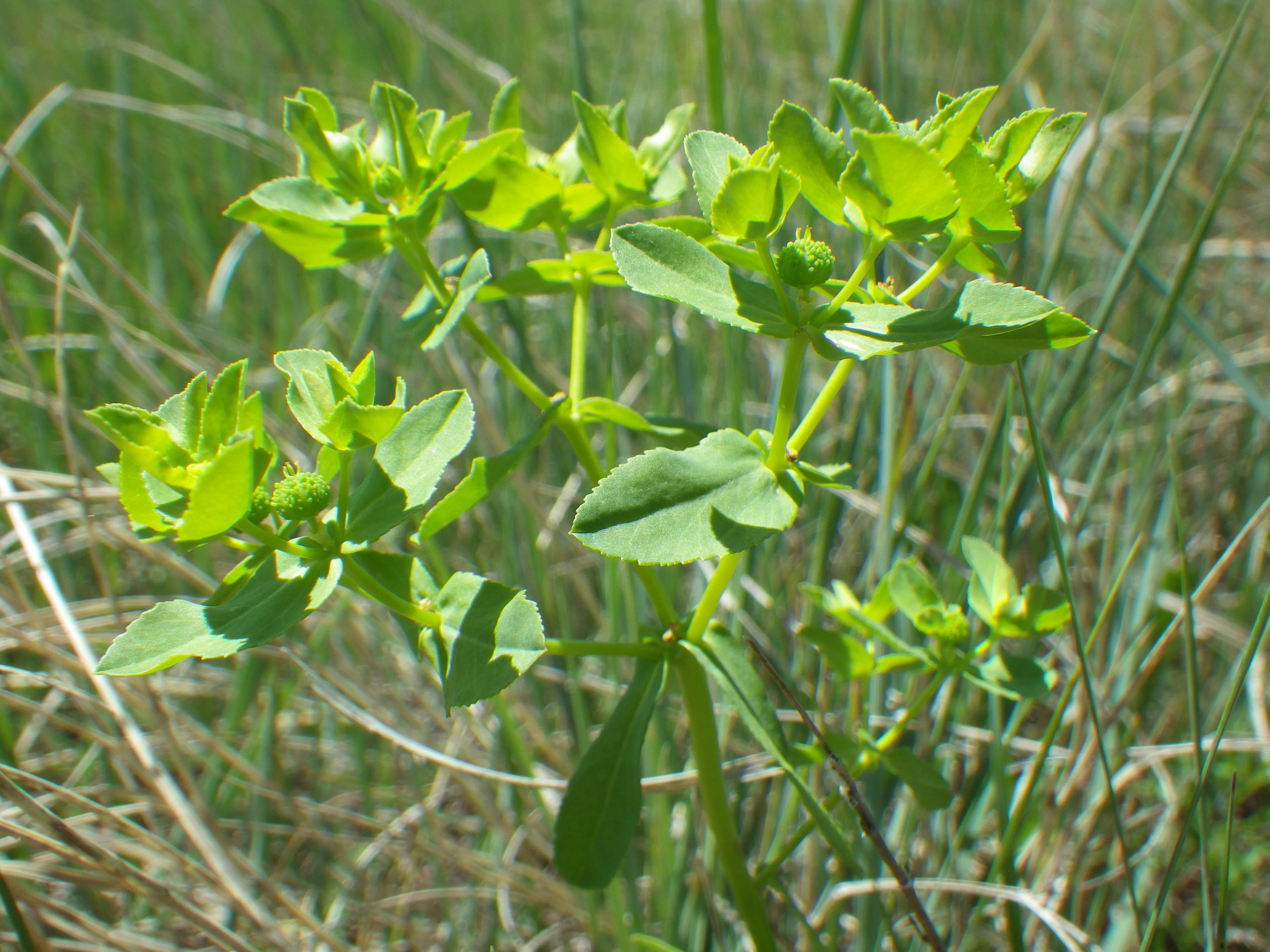
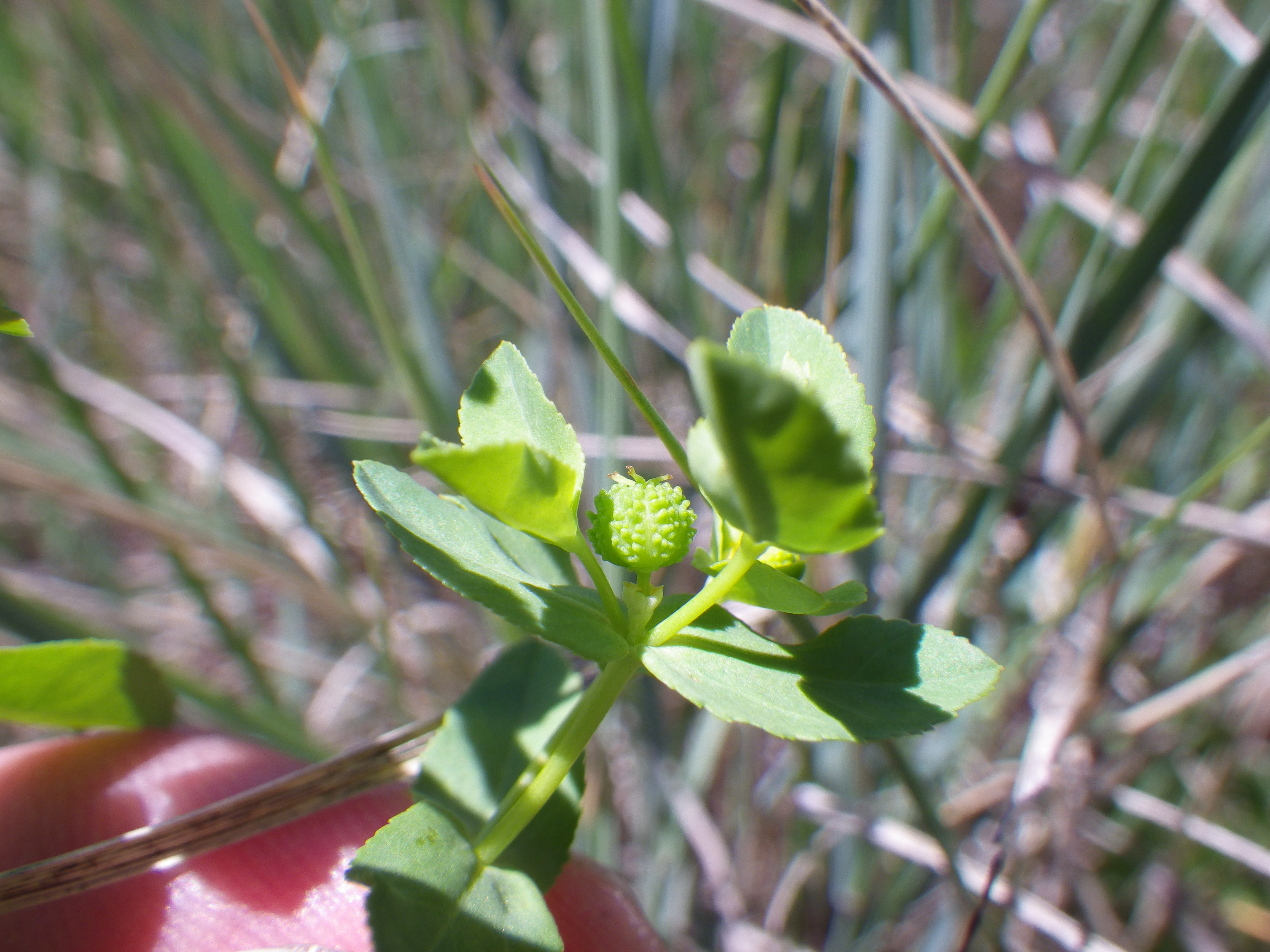